# Jean-Paul Hugot
Pour les articles homonymes, voir Hugot (homonymie).
Jean-Paul Hugot, né le 2 avril 1948 à Fontenay-le-Comte et mort le 14 juillet 2013 à Angers, est un homme politique français. Il fut sénateur de Maine-et-Loire et maire de Saumur. Agrégé de Lettres Modernes et Docteur en Sciences du Langage, il exerçait comme Maître de Conférences à l'Université d'Angers.

## Mandat
- Maire de Saumur, de 1983 jusqu'à 2001 sous l'étiquette RPR.
- Conseiller général du canton de Saumur-Sud de 1985 à 1988.
- Député européen d’octobre 1988 à juillet 1989 (en tant que suivant de liste après la démission de Jean Lecanuet du Parlement européen)
- Sénateur de Maine-et-Loire du 27 septembre 1992 à 2001.